# Jessie Goldsmith

Jessie Goldsmith an einem Konzert mit ihrer Band

Jessie Goldsmith (* 1993 in Bregenz) ist eine in Zürich wohnhafte Musikerin mit österreichischen Wurzeln. Goldsmiths Musikstil bewegt sich zwischen Country, Pop und Folk.

## Musikalischer Werdegang
Jessie Goldsmith ist in einer Musikerfamilie aufgewachsen, was ihre Laufbahn geprägt hat. Sie begann ein Jurastudium in München, brach es jedoch ab und absolvierte daraufhin ein Musikstudium in Wien. Zuerst verdiente sie sich ihren Lebensunterhalt als professionelle Fotografin, bevor sie sich vollberuflich der Musik widmete.
Ihre erste Band gründete sie jedoch bereits während des Studiums und absolvierte fortan diverse Auftritte. 2019 releaste sie ihre erste Single, Jealous, in Zusammenarbeit mit dem Musiker Martin Rott. Am Gstaader Country Festival lernte sie Marty Stuart, den ehemaligen Gitarristen von Johnny Cash, und sein Bandmitglied Chris Scruggs kennen. Etwas später traf sie den amerikanischen Musikproduzenten Jordan Lehning, der daraufhin ihre nächsten Singles Be Brave und Mine in Nashville produzierte.
Mit den zwei Releases schaffte sie den Durchbruch und wird seitdem auf diversen Schweizer Radiostationen, unter anderem Radio Swiss Pop und Radio SRF 1, gespielt.

## Diskographie

### Singles
- 2019: Jealous
- 2023: Be Brave
- 2023: Mine
- 2024: Good Run

### EPs
- 2024: Midnight Muse